# 羽田慎之介
羽田 慎之介（はだ しんのすけ、2003年12月25日 - ）は、埼玉県所沢市出身のプロ野球選手（投手）。左投左打。埼玉西武ライオンズ所属。

## 経歴

### プロ入り前
荒幡小学校2年から荒幡ライオンズで野球を始め、小学校6年生の泉ホワイトイーグルス在籍時に埼玉西武ライオンズジュニアチーム入りを果たした。山口中学校時代に東練馬シニアでG杯準優勝。
八王子学園八王子高等学校では1年からベンチ入り。2年の秋季大会中に左肘の骨膜炎を発症、その年の冬をほぼ体力トレーニングに当て、2021年3月より投球を再開した。3年生の春季大会は「20球以内、変化球も制限」という条件で登板、149km/hを記録した。
3年の夏は左肘の骨髄浮腫によりマウンドに立つことなく終わる。同年の全国高等学校野球選手権西東京大会では、敗退した試合で代打として1度だけ出場し、最後の打者となった。勝ち上がれば登板の予定があったという。9月、プロ野球ドラフト会議に向けてプロ志望届を提出した。
2021年10月11日に行われた2021年度ドラフト会議で埼玉西武ライオンズから4位指名を受けた。11月9日、契約金4000万円、年俸600万円で入団に合意した（金額は推定）。背番号は43。埼玉西武ライオンズジュニア出身では初のプロ野球選手となった。担当スカウトは竹下潤。

### 西武時代
2022年は、6月10日のイースタン・リーグの東京ヤクルトスワローズ戦（CAR3219フィールド）で初登板し、先頭打者を空振り三振に抑えると三者凡退に抑え、デビューながら最速151km/hを計測した。クイックや制球などの課題に取り組み、最終的に5試合に登板し、防御率7.04という成績だった。
2023年は、イースタン・リーグで8試合に登板し1勝2敗、防御率2.15という成績だった。後半戦は左肩痛の影響で登板を控え、シーズン終了後、10月のみやざきフェニックス・リーグから実戦復帰した。11月25日、現状維持となる推定年俸600万円で契約を更改した。
2024年は、開幕から二軍で5試合に登板し、防御率0.33と好成績を残し、5月11日に一軍に昇格。5月14日の北海道日本ハムファイターズ戦（エスコンフィールドHOKKAIDO）で、8回に中継ぎとして登板し、1安打1失点（自責0）でプロ初登板。7月2日の福岡ソフトバンクホークス戦（東京ドーム）で、プロ初先発登板を迎えるが、63球を投げて3安打2失点、その中で4四球1死球と制球に苦しみ、3回でマウンドを降りる結果となり、翌日に登録を抹消された。9月7日に行われたイースタン・リーグ東北楽天ゴールデンイーグルス戦で4回無失点の好投を見せ、9月14日に出場選手登録。岡田雅利の引退試合であるその日の対千葉ロッテマリーンズ戦で本拠地初先発登板に臨み、1回は岡田とバッテリーを組み、併殺打の間に得点を許すも、自己最長の5回を投げ6奪三振1失点。しかし援護には恵まれず2敗目を喫した。9月26日のソフトバンク戦では、8回に中継ぎで登板して1回を無失点に抑え、直後の9回にチームが栗山巧の適時打により逆転して勝利したため、羽田にプロ初勝利が記録された。最終的な成績は9試合（3先発）の登板で1勝3敗2ホールド、防御率2.76となった。11月17日に100万円増の推定年俸700万円で契約を更改した。

## 選手としての特徴・人物
身長191cmの大型投手であり、ランディ・ジョンソンを彷彿とさせるスリークォーターから繰り出す日本人左腕歴代最速の160km/hの速球が武器の左腕。変化球はスライダー、フォーク、チェンジアップ、カーブ、カットボールを投げる
幼少期は西武ファンで、実家の近所に本拠地のベルーナドームがある。

## 詳細情報

### 年度別投手成績
| 年 度     | 球 団     | 登 板 | 先 発 | 完 投 | 完 封 | 無 四 球 | 勝 利 | 敗 戦 | セ 丨 ブ | ホ 丨 ル ド | 勝 率 | 打 者 | 投 球 回 | 被 安 打 | 被 本 塁 打 | 与 四 球 | 敬 遠 | 与 死 球 | 奪 三 振 | 暴 投 | ボ 丨 ク | 失 点 | 自 責 点 | 防 御 率 | W H I P |
| --------- | --------- | ----- | ----- | ----- | ----- | -------- | ----- | ----- | -------- | ----------- | ----- | ----- | -------- | -------- | ----------- | -------- | ----- | -------- | -------- | ----- | -------- | ----- | -------- | -------- | ------- |
| 2024      | 西武      | 9     | 3     | 0     | 0     | 0        | 1     | 3     | 0        | 2           | .250  | 73    | 16.1     | 14       | 0           | 10       | 0     | 2        | 11       | 1     | 0        | 8     | 5        | 2.76     | 1.47    |
| 通算：1年 | 通算：1年 | 9     | 3     | 0     | 0     | 0        | 1     | 3     | 0        | 2           | .250  | 73    | 16.1     | 14       | 0           | 10       | 0     | 2        | 11       | 1     | 0        | 8     | 5        | 2.76     | 1.47    |

- 2024年度シーズン終了時

### 年度別守備成績
| 年 度 | 球 団 | 投手  | 投手  | 投手  | 投手  | 投手  | 投手     |
| 年 度 | 球 団 | 試 合 | 刺 殺 | 補 殺 | 失 策 | 併 殺 | 守 備 率 |
| ----- | ----- | ----- | ----- | ----- | ----- | ----- | -------- |
| 2024  | 西武  | 9     | 0     | 1     | 2     | 0     | .333     |
| 通算  | 通算  | 9     | 0     | 1     | 2     | 0     | .333     |

- 2024年度シーズン終了時

### 記録
初記録
- 初登板：2024年5月14日、対北海道日本ハムファイターズ6回戦（エスコンフィールドHOKKAIDO）、8回裏に3番手で救援登板・完了、1回1失点（自責0）[31]
- 初ホールド：2024年6月26日、対北海道日本ハムファイターズ9回戦（埼玉県営大宮公園野球場）、11回表に5番手で救援登板、1回無失点
- 初奪三振：同上、11回表に五十幡亮汰から空振り三振
- 初先発登板：2024年7月2日、対福岡ソフトバンクホークス13回戦（東京ドーム）、3回2失点で敗戦投手
- 初勝利：2024年9月26日、対福岡ソフトバンクホークス25回戦（みずほPayPayドーム福岡）、8回裏に4番手で救援登板、1回無失点[32]

### 背番号
- 43（2022年[8] - ）